# 맨헌터 (1986년 영화)
《맨헌터》(Manhunter)는 미국에서 제작된 마이클 만 감독의 1986년 드라마, 스릴러, 공포 영화이다. 토머스 해리스의 1981년 소설 레드 드래곤에 기반을 두고 있다. 윌리암 L. 피터슨 등이 주연으로 출연하였고 Richard Roth 등이 제작에 참여하였다.

## 출연

### 주연
- 윌리암 L. 피터슨
- 킴 그리스트
- 조안 알렌

### 조연
- 브라이언 콕스
- 데니스 파리나
- 스티븐 랭
- 톰 누난
- 데이비드 시먼

## 기타
- 원작자: 토머스 해리스
- 미술: 멜 번
- 의상: 콜린 앳우드

## 같이 보기
- 범죄자 프로파일링